# Сурена (династія)
Сурена — династія саків-сакаравалів, яка започаткувала декілька різних династичних гілок від Ірану до Індії. Відома з I ст. до н. е.

## Передісторія
Імовірно, родина Сурена очолювала саків-сакаравалів (сакарауків) за часів їхньої міграції з Семиріччя до Кашміру під тиском тохарів-юечжі. Наразі залишається невідомим, чи були Сурена пануючою родиною за часів перебування у Семиріччі. Будь-які джерела стосовно того періоду історії саків відсутні. Можливо, подальше накопичення та вивчення зображень тамг дадуть відповіді на ці питання.

### Індо-скіфське та Індо-парфянське царства
Перший відомий представник Сурена — Май (Мауез, Мога, Моа). Ймовірно, після смерті Митрідата II та чергових сварок між Аршакідами, Май бл. 80-78 рр. до н. е. прийняв титул царя царів, поставивши рід Сурена на один щабель з Аршакідами.
Щодо наслідування титулу цар царів, то тут ми можемо бачити повний хаос, на кшталт Великого князя Київського Русі XI—XIII ст.ст. Ймовірним є колективні рішення представників різних гілок Сурена щодо наслідування титулу, й влада царя царів могла бути від майже абсолютної, до номінальної, що залежало від багатьох факторів.

### СуренавПарфії
Між 124—121 рр. до н. е. Мітрідат ІІ Аршак внаслідок війни залучає залежних/ підвладних роду Сурена саків, що осіли на територіях, які з цього часу називалися Сакастан, до Парфянського царства. Статус роду Сурена у Парфії — другий після Аршакідів (при коронації нового Аршакіда діадему на його голову покладає виключно представник роду Сурена). Ймовірно, це відбулося близько/до 111/110 р. до н. е., коли з'явилося перше, наразі відоме, підтвердження прийняття  Мітрідатом Великим Аршакідом титулу цар царів.
У 77 р. до н. е. за допомоги сакаравлів (сакарауків) Сінатрук Аршак захопив трон Парфії.
Найвідомішим представником цього роду залишається Міхран Сурена , який у 57 р. до н. е. звів на трон Орода ІІ Аршака, допоміг йому у династичній боротьбі та знищив римське військо Красса при Каррах у 53 р. до н. е. Міхрана Сурену було вбито за наказом Орода ІІ у 52 р. до н. е. Враховуючи можливості Сурена та амбіції представників цього роду, дії Аршакіда не потребують додаткових пояснень.
Наступні події, у яких брали участь представники цього роду, відомі нам з досить розлогого опису у Тацита (Анали, VI, 31-32, 36, 42-44. (лат.)). Отже, у 35 р. Сіннак, син Абдагаза, який своєю чергою був небожем Гондофара, очолив заколот проти парфянського царя Артабана. До кінця 36 р. Артабан повернув собі владу. Однією з причин поразки заколотників Тацит називає заздрість представників інших шляхетних родів «до Абдагеза, який підкорив тоді своїй волі нового царя та весь двір…»
Подальші відносини між Сурена та Аршакідами невідомі.
Аршакідів, яка майже весь час перебували у династичних суперечках, урешті-решт, було повалено. Владу узурпували Сасаніди, за підтримку яких рід Сурена залишив свої привілеї.

### Суренав Індії
Династію хшатрапів Матхури (Північні кшатрапи) започатковано старшим братом Мауеса-Моги Артою. Його син та наступник Хара(х)оста вперше до свого імені додав чи то назву династії чи то друге ім'я — Камуйя. В подальшому саме з цією гілкою династії Сурена пов'язують заснування держави Камбоджа.

### СуренавКушанському царстві
Досить цікавим в контексті місця представників роду Сурена в  державі кушан є повідомлення з китайської хроніки стосовно подій 90 р.:
| «На другий рік Юн-пін Юечжі наслав свого помічника — правителя Се з 70-тисячним військом напасти на Чао.» |
Отже, можливо припустити, що представники Сурена, принаймні за перших Великих Кушан, мали привельований (щось на кшталт великого візира) статус.

### Суренавдержаві Сасанідів.
Найвідомішим політичним діячем з роду Сурена за часів Сасанідів  є Міхр-Нарсех, син Бураза, великий візир п'яти шахіншахів з цієї династії — від Йєздигерда I (399—421) до Пероза I (459—484). Свого часу Сурена підтримали повстання Ардашира I Папакана, першого шахіншаха з династії Сасанідів, й стали одним з наймогутніших родів відтвореного Ераншахру. Окрім досить тривалого виконування обов'язків великого візира, Міхр-Нарсех ввійшов в історію як послідовний борець з християнсьтвом (після того, як останні зганьбили Храм Вогню), й як чи не найвідоміший прихильник зурванізму. Заснував чотири поселення, у кожному з них побудував храми вогню (задля порятунку власної душі), побудував великий міст у Фарсі, розкинув три величезні гаї по 12000 дерев (фініковий, оливовий, кипарисовий). Призначення трьох синів Міхр-Нарсеха на посади «очильника жерців», «очильника воїнів» та «очильника скотарів та землеробів» відповідно деякими вченими розглядаються як його спроба упорядкування суспільної системи Ераншахру.
В останнє рід Сурена згадано у IX ст. Представник цього роду брав участь у військових кампаніях на північних кордонах Китаю як військовий очільник.

### Наразі відомі представники династії Сурена
| «Зазвичай у Східному Ірані й Північно-Західній Індії одночасно було три правителя царського рангу: „цар царів“ в Ірані, пов'язаний з ним молодший член його роду і ще один „цар царів“ в Індії. Молодший член роду в Ірані зазвичай з часом ставав верховним правителем в Індії.» |
- Май Сурена (~100- ~85) — перший з відомих цар царів саків.
- Арта — старший брат Мауеса-Моги, перший відомий сакський кшатрап Матхури.
- Харахоста Камуйя — син та наступник Арти у Матхурі.
- Вонон Сурена (~85-75) — цар царів, син Мауеса-Моги.
- Спалур (~75 — до 58/57) — цар царів, син Мауеса-Моги, з сином Спалагдамом.
- Артемідор — один з царів, син Мауеса-Моги.
- Аз I (58/57—35), цар царів, син Спалура.
- Міхран Сурена (до 57—52)
- Азіліс, цар царів
- Аз II ( — 19/20 р. н. е.), цар царів
- Гондофар I (19/20 — після 45/46), (26 рік Гондофара — 103 рік Аза I), цар царів
- Абдагаз, небіж та наступник Гондофара I
- Гондофар II Сарпедон, імовірно син Гондофара І
- Гондофар III Гадана (Ортагн)
- Убозана, син Ортагна
- Гондофар IV Сас
- Санабар
- Пакор Сурена (бл. 100)
- Бураз
- Міхр Нарсех